# Gheorghe Șonțu
Gheorghe Șonțu (n. 5/17 octombrie 1841, Focșani, Vrancea, România – d. 30 august/11 septembrie 1877, Plevna, Imperiul Otoman) a fost un maior român, erou al Războiului de Independență (1877-1879). A căzut, în fruntea batalionului I din Regimentul 10 dorobanți pe care îl comanda, la S.V. 30 august/S.N. 11 septembrie 1877, în timpul asaltului împotriva redutei Grivița 2.